# Ulrike Stedtnitz
Ulrike Stedtnitz (* 30. August 1953 in Fürth) ist eine Schweizer Fachpsychologin, Fachbuchautorin und Gründerin des Beratungsunternehmens stedtnitz. design your life in Zürich.

## Leben und Wirken
Ulrike Stedtnitz verbrachte ihre Jugend in Deutschland, der Schweiz und den USA. 1976 erlangte sie das Primarschullehrerpatent des Kantons Zürich. Danach ging sie in die USA und studierte Verhaltenswissenschaften in Los Angeles. Sie absolvierte bei Joseph Renzulli einen Master of Arts in Pädagogischer Psychologie im damaligen Programm TTT – Teaching the Talented an der University of Connecticut (heute Renzulli Center for Creativity, Gifted Education, and Talent Development). Anschließend dozierte sie in diesem Programm in den Bereichen sozial-emotionale Entwicklung von Hochbegabten und Förderung von begabten Kindern im Vorschulalter. 
1983 war Stedtnitz Assistenzprofessor an der Eastern Kentucky University. Sie wurde 1985 promoviert mit einer Dissertation innerhalb der Themenbereiche „Selbstwirksamkeit“ (Self Efficacy) und „vorschulische Begabungsförderung“. Stedtnitz kehrte nach Zürich zurück, wo sie 1986 das private Beratungsunternehmen Pädagogische Beratungspraxis für hochbegabte Kinder und Jugendliche gründete. Nach einigen Jahren erweiterte sie ihre Schwerpunkte um Themenbereiche wie Dyslexie, Aufmerksamkeitsauffälligkeiten, Entwicklungsstörungen, Lernschwierigkeiten und sozial-emotionale Blockaden.
Neben ihrer Beratungstätigkeit war Stedtnitz auch in der Weiterbildung tätig. 1998 bis 2001 entwickelte sie mit der Psychologin Monika Brunsting ein privates zweijähriges Programm zur Intensivausbildung in der Lehrerbildung für die Potenzialentwicklung bei Kindern und Jugendlichen. Sie arbeitete zudem bis 2008 als Gastdozentin an Hochschulen in der Schweiz und in Deutschland zum Thema „Talententwicklung“ und war als Supervisorin für die Schweizerische Vereinigung für Kinder und Jugendpsychologie (SKJP) tätig.
Seit dem Jahr 2000 befasst sich Stedtnitz auch mit der Potenzialentwicklung von Erwachsenen. Im Rahmen dieser Tätigkeit entwickelte sie das Life Design Konzept als konkrete Anleitung für eine berufliche Neuorientierung. In dem von ihr gegründeten Beratungsunternehmen liegen die Schwerpunkte in den Bereichen Laufbahnberatung, Berufs- und Studienberatung und private schulpsychologische Beratung.

## Weitere Funktionen und Mitgliedschaften
1987 war Stedtnitz Gründungs- und Vorstandsmitglied der ersten gesamteuropäischen Organisation für Begabungsförderung ECHA (European Council for High Ability). Von 2002 bis 2008 war sie Co-Initiantin und Co-Organisatorin des Symposium Begabung, das heute an der Pädagogischen Hochschule Zug stattfindet. Von 2000 bis 2007 wohnte sie als Gründungsmitglied dem Stiftungsrat der Stiftung für hochbegabte Kinder bei und ist heute noch für die Jury des Lissa-Preises tätig. 2010 hatte sie die Co-Leitung der Internationalen Seminarreihe Women and Leadership der Business and Professional Women in New York inne.

## Veröffentlichungen (Auswahl)
- The Influence of Educational Enrichment on Self-Efficacy and Interest Levels in Young Children. In: R.R. Fewell, S.G. Garwood, J.T. Neisworth,  (Hrsg.): Topics in Early Childhood Special Education. Gifted Preschoolers. Pro-ed. ISSN 0271-1214.
- Kopf, Herz und Hand. Begabtenförderung in der Schweiz. In: H.-G. Mehlhorn, K.K. Urban: Hochbegabtenförderung International. VEB Deutscher Verlag der Wissenschaften, 1989, ISBN 3-326-00352-8.
- mit R. Schiller: Emotionen als Schlüsselfaktor im Turnaround. In: H. Tschirky, R. Müller (Hrsg.): Visionen realisieren. Erfolgsstrategien, Unternehmenskultur und weniger Bürokratie. Verlag Industrielle Organisation, 1996, ISBN 3-280-02600-8.
- Psychosoziale Dimensionen überdurchschnittlicher Fähigkeiten. In: U. Hoyningen-Süess, P. Lienhard (Hrsg.): Hochbegabung als sonderpädagogisches Problem. Edition SZH Edition SPC, 1998, ISBN 3-908263-57-3.
- Unkonventionelle Möglichkeiten zur Förderung von Schulkindern mit überdurchschnittlichen Fähigkeiten – konkrete Erfahrungen aus der Praxis. In: T. Fitzner, W. Stark, H.-P. Kagelmacher, T.  Müller: Erkennen, Anerkennen und Fördern von Hochbegabten. Ernst Klett. 1999, ISBN 3-12-555550-7.
- Potentialevaluation und Beratung. In: Schweizerische Koordinationsstelle für Bildungsforschung SKBF: Begabungsförderung in der Volksschule – Umgang mit Heterogenität. Albdruck, 1999, ISBN 3-908117-36-4.
- mit J.S. Renzulli, S.M. Reis: Das Schulische Enrichment Modell (SEM). Begabungsförderung ohne Elitebildung. Sauerländer, 2001, ISBN 978-3-7941-4858-5.
- Sprengen Sie den Rahmen. In 9 Schritten zum persönlichen Work-Life-Konzept. Orell-Füssli, Zürich 2003, ISBN 978-3-280-05025-5.
- Mythos Begabung. Vom Potenzial zum Erfolg. Huber, Bern 2008, ISBN 978-3-456-84445-9.
- mit N. Bürli: Jus-Studium – Und dann? Berufliche Perspektiven nach dem rechtswissenschaftlichen Studium. Schulthess 2013, ISBN 978-3-7255-6669-3